# Yago Lamela Tobío
Yago Lamela Tobío (Avilés, Astúries, 24 de juliol de 1977 - Avilés, Astúries, 8 de maig de 2014) va ser un atleta asturià especialitzat primer en triple salt i posteriorment en salt de longitud.
L'any 1999 va ser doble subcampió del món de salt de longitud, en pista coberta a Maebashi, Japó, i a l'aire lliure a Sevilla realitzant dos salts de 8,56 m i de 8,40 m, respectivament. Va ser plusmarquista europeu durant 10 anys.
Havia tingut nombrosos períodes de depressió i havia estat hospitalitzat per problemes psiquiàtrics. El 2009 es va retirar de l'atletisme castigat per les lesions.

## Inicis
El seu primer contacte amb l'atletisme va ser als 7 anys quan va córrer una cursa de camp a través a la seva ciutat natal. Després d'aquesta carrera va entrar a l'Asociación Atlética Avilesina, on van descobrir unes habilitats innates per al salt. A vuit anys va saltar ja més de quatre metres, a tretze va saltar sis metres, a quinze va sobrepassar els set metres i a divuit va sobrepassar dues vegades els vuit metres. El seu primer entrenador en els seus primers anys a la Avilesina va ser Carlos Alonso. Més tard estudiaria informàtica a la Universitat d'Iowa, on va entrenar a les ordres de Juan José Azpeitia, qui seria també l'últim entrenador de la seva carrera esportiva.

## Desenvolupament professional
Es va donar a conèixer com a competidor de l'elit mundial als Mundials de Maebashi de 1999, en pista coberta, on va saltar 8,56 i va forçar Ivan Pedroso a saltar 8,62 per poder endur-se l'or. La seva medalla d'argent va significar el rècord europeu en pista coberta que romandria imbatut durant gairebé 10 anys. Es va mantenir en l'elit de l'alta competició fins al 2004, saltant habitualment més enllà dels vuit metres, i protagonitzant diversos duels amb Pedroso, malgrat que les lesions van llastar la seva participació en els Jocs Olímpics. El seu palmarès és sens dubte un dels millors de l'atletisme espanyol.
Durant la seva carrera va tenir com a entrenadors Azpeitia, Juan Carlos Álvarez al Centre d'Alt Rendiment de Sant Cugat i Rafael Blanquer. Els tres foren saltadors i posteriorment entrenadors d'anomenada.

### Lesions
Al començament de 2004 va començar a sentir dolors al tendó d'Aquil·les, que anirien degenerant fins a haver de competir anestesiat als Jocs d'Atenes 2004, on malgrat tot va aconseguir arribar a la final olímpica. Poc després es va fer operar a Finlàndia per Sakari Orava, pensant a recuperar-se en uns mesos. No obstant això, la recuperació va trigar més del que s'esperava, i també va tenir un accident de trànsit. Finalment, el 2006 es va trencar els dos tendons, dues setmanes abans de la planejada reaparició en competició.
L'abril de 2007 es va operar una altra vegada a Finlàndia d'una tendinitis, amb l'esperança de tornar a la competició i fins i tot disputar els Jocs de Londres. Malgrat les bones sensacions al principi, sense sentir dolor per primera vegada en molt temps, després del trencament d'un bessó en un entrenament, va abandonar la competició definitivament.

### Pèrdua del rècord i retirada
Va tenir durant deu anys el rècord europeu de salt de longitud en pista coberta, amb un salt de 8,56 metres, fins al 9 de març de 2009, quan l'alemany Sebastian Bayer, durant els campionats d'Europa celebrats a Torí, l'hi va arrabassar amb una marca de 8,71 metres.
Yago Lamela va anunciar oficialment la seva retirada l'11 de març de 2009, 10 anys després de la seva aparició en l'elit de l'atletisme.
El dia 8 maig 2014, quan tenia 36 anys va ser trobat mort al seu domicili d'Avilés, al voltant de les 18:00 h. En els darrers anys, havia tingut problemes psiquiàtrics i períodes de depressió pels quals va arribar a estar hospitalitzat.

## Marques personals
- Salt de longitud - 8,56 m (1999)
- Triple salt - 16,72 m (1998)